# Liste de films de loup-garou
 (octobre 2006).
Cette page recense, par ordre chronologique, des films où apparaissent des loups-garou dans un rôle principal.

## Films
| Titre VF                                           | Titre VO                                           | Réalisateur                                         | Année        | Pays                                              |
| -------------------------------------------------- | -------------------------------------------------- | --------------------------------------------------- | ------------ | ------------------------------------------------- |
| The Werewolf                                       | The Werewolf                                       | Henry MacRae                                        | 1913         | États-Unis Canada                                 |
| Le Loup-Garou                                      | Le Loup-Garou                                      | Pierre Bressol, Jacques Roullet                     | 1924         | France                                            |
| Wolf Blood (en)                                    | Wolf Blood                                         | George Chesebro, Bruce M. Mitchell                  | 1925         | États-Unis                                        |
| Le Monstre de Londres                              | Werewolf of London                                 | Stuart Walker                                       | 1935         | États-Unis                                        |
| Le Loup-garou                                      | The Wolf Man                                       | George Waggner                                      | 1941         | États-Unis                                        |
| The Undying Monster (en)                           | The Undying Monster                                | John Brahm                                          | 1942         | États-Unis                                        |
| The Mad Monster (en)                               | The Mad Monster                                    | Sam Newfield                                        | 1942         | États-Unis                                        |
| Frankenstein rencontre le loup-garou               | Frankenstein meets the Wolf man                    | Roy William Neill                                   | 1943         | États-Unis                                        |
| The three stooges meet the Wolf Man                | Idle Roomers                                       | Del Lord                                            | 1943         | États-Unis                                        |
| La Fille du loup-garou                             | Cry of the Werewolf                                | Henry Levin                                         | 1944         | États-Unis                                        |
| The Return of the Vampire (en)                     | The Return of the Vampire                          | Lew Landers                                         | 1944         | États-Unis                                        |
| La maison de Frankenstein                          | House of Frankenstein                              | Erle C. Kenton                                      | 1944         | États-Unis                                        |
| La maison de Dracula                               | House of Dracula                                   | Erle C. Kenton                                      | 1945         | États-Unis                                        |
| Deux Nigauds contre Frankenstein                   | Bud Abbott and Lou Costello meet Frankenstein      | Charles Barton                                      | 1948         | États-Unis                                        |
| Le Loup-garou (en)                                 | The Werewolf                                       | Fred F. Sears                                       | 1956         | États-Unis                                        |
| I Was a Teenage Werewolf                           | I was a teenage Werewolf                           | Gene Fowler Jr.                                     | 1957         | États-Unis                                        |
| How to Make a Monster                              | How to Make a Monster                              | Herbert L. Strock                                   | 1958         | États-Unis                                        |
| El castillo de los monstruos (es)                  | El castillo de los monstruos                       | Julian Soler                                        | 1958         | Mexique                                           |
| L'Homme et le Monstre                              | El hombre y el monstruo                            | Rafael Baledon                                      | 1959         | Mexique                                           |
| Le Fossoyeur de la pleine lune                     | La casa del terror                                 | Gilberto Martinez Solares                           | 1960         | Mexique                                           |
| La Nuit du loup-garou                              | The Curse of the Werewolf                          | Terence Fisher                                      | 1961         | Royaume-Uni                                       |
| Le Monstre aux filles                              | Lycanthropus                                       | Paolo Heusch                                        | 1961         | Italie Autriche                                   |
| La loba                                            | La loba                                            | Rafael Baledon                                      | 1965         | Mexique                                           |
| El charro de las Calaveras                         | El charro de las calaveras                         | Alfredo Salazar                                     | 1965         | Mexique                                           |
| Le Train des épouvantes                            | Dr Terror's House of Horrors                       | Freddie Francis                                     | 1965         | Royaume-Uni                                       |
| Mad Monster Party?                                 | Mad Monster Party?                                 | Jules Bass                                          | 1967         | États-Unis                                        |
| Les Vampires du docteur Dracula                    | La marca del hombre-lobo                           | Enrique Lopez Eguiluz                               | 1968         | Espagne                                           |
| Santo et Blue Demon contre les monstres            | Santo y Blue Demon contra los monstruos            | Gilberto Martinez Solares                           | 1970         | Mexique                                           |
| Dracula contre Frankenstein                        | Los monstruos del terror                           | Hugo Fregonese, Tulio Demicheli, Eberhard Meichsner | 1970         | Espagne, Allemagne, Italie                        |
| La Furie des vampires                              | La noche de Walpurgis                              | León Klimovsky                                      | 1971         | Espagne Allemagne                                 |
| La furia del hombre lobo                           | La furia del hombre lobo                           | José María Zabalza                                  | 1971         | Espagne                                           |
| Werewolves on wheels (en)                          | Werewolves on Wheels                               | Michel Levesque                                     | 1971         | États-Unis                                        |
| Dracula, prisonnier de Frankenstein                | Dracula contra Frankenstein                        | Jesús Franco                                        | 1972         | Espagne France                                    |
| Dr. Jekyll y el Hombre Lobo (es)                   | Dr Jekyll y el Hombre-lobo                         | Leon Klimovsky                                      | 1972         | Espagne                                           |
| Le Diable                                          | Diabel                                             | Andrzej Żuławski                                    | 1972         | Pologne                                           |
| Le Loup de la nuit                                 | Moon of the Wolf                                   | Daniel Petrie                                       | 1972         | États-Unis                                        |
| Santo et Blue Demon contre Dracula et l'Homme-loup | Santo y Blue Demon contra Dracula y el hombre lobo | Miguel M. Delgado                                   | 1973         | Mexique                                           |
| L'Empreinte de Dracula                             | El retorno de Walpurgis                            | Carlos Aured                                        | 1973         | Espagne Mexique                                   |
| Le Loup-garou de Washington                        | The Werewolf of Washington                         | Milton Ginsberg                                     | 1973         | États-Unis                                        |
| La malédiction du loup-garou                       | The boy cried Werewolf                             | Nathan Juran                                        | 1973         | États-Unis                                        |
| Ôkami no monshô (en)                               | Okami no monshô                                    | Masashi Matsumoto                                   | 1973         | Japon                                             |
| Le Mystère de la bête humaine                      | The Beast Must Die                                 | Paul Annett                                         | 1974         | Royaume-Uni                                       |
| Blood                                              | Blood                                              | Andy Milligan                                       | 1974         | États-Unis                                        |
| La Légende du loup-garou                           | Legend of the Werewolf                             | Freddie Francis                                     | 1975         | Royaume-Uni                                       |
| La Bête                                            | La Bête                                            | Walerian Borowczyk                                  | 1975         | France                                            |
| Hugues-le-Loup                                     | Hugues-le-Loup                                     | Michel Subiela                                      | 1975         | France                                            |
| Nazareno Cruz y el lobo (es)                       | Nazareno Cruz y el lobo                            | Leonardo Favio                                      | 1975         | Argentine                                         |
| Dans les griffes du loup-garou                     | La maldicion de la bestia                          | Miguel Iglesias                                     | 1975         | Espagne                                           |
| Las alegres vampiras de Vögel (es)                 | Las alegres vampiras de Vögel                      | Julio Pérez Tabernero                               | 1975         | Espagne                                           |
| La Louve sanguinaire                               | La lupa mannara                                    | Rino Di Silvestro                                   | 1976         | Italie                                            |
| Santo vs. las lobas                                | Santo vs. las lobas                                | Ruben Galindo et Jaime Jimenez Pons                 | 1976         | Mexique                                           |
| Un miracle ordinaire                               | Обыкновенное чудо, Obyknovennoye chudo             | Mark Zakharov                                       | 1978         | Union soviétique                                  |
| Wolfman                                            | Wolfman                                            | Worth Keeter                                        | 1979         | États-Unis                                        |
| El retorno del hombre-lobo (en)                    | El retorno del hombre-lobo                         | Paul Naschy                                         | 1981         | Espagne                                           |
| Le Loup-garou de Londres                           | An American Werewolf in London                     | John Landis                                         | 1981         | Royaume-Uni États-Unis                            |
| Hurlements                                         | The Howling                                        | Joe Dante                                           | 1981         | États-Unis                                        |
| Wolfen                                             | Wolfen                                             | Michael Wadleigh                                    | 1981         | États-Unis                                        |
| Full Moon High                                     | Full Moon High                                     | Larry Cohen                                         | 1981         | États-Unis                                        |
| La bestia y la espada mágica (en)                  | La bestia y la espada mágica                       | Paul Naschy                                         | 1983         | Espagne Japon                                     |
| Conqueror                                          | She                                                | Avi Nesher                                          | 1984         | Italie                                            |
| La Compagnie des loups                             | The Company of Wolves                              | Neil Jordan                                         | 1984         | Royaume-Uni                                       |
| Mal de Lune                                        | Mal di Luna                                        | Paolo et Vittorio Taviani                           | 1984         | Italie                                            |
| Monster Dog - Il signore dei cani                  | Leviatan                                           | Claudio Fragasso                                    | 1986         | Espagne, Italie                                   |
| Transylvania 6-5000                                | Transylvania 6-5000                                | Rudy De Luca                                        | 1985         | Yougoslavie, États-Unis                           |
| Hurlements 2                                       | Howling II:Stirba-Werewolf Bitch                   | Philippe Mora                                       | 1985         | Royaume-Uni États-Unis                            |
| Ladyhawke, la femme de la nuit                     | Ladyhawke                                          | Richard Donner                                      | 1985         | États-Unis                                        |
| Peur Bleue                                         | Silver Bullet                                      | Daniel Attias                                       | 1985         | États-Unis                                        |
| Teen Wolf                                          | Teen Wolf                                          | Rod Daniel                                          | 1985         | États-Unis                                        |
| Hurlements 3                                       | Howling III                                        | Philippe Mora                                       | 1987         | Australie                                         |
| El aullido del diablo (es)                         | El aullido del diablo                              | Paul Naschy                                         | 1987         | Espagne                                           |
| Werewolf                                           | Werewolf                                           | David Hemmings                                      | 1987         | États-Unis                                        |
| The Monster Squad                                  | The Monster Squad                                  | Fred Dekker                                         | 1987         | États-Unis                                        |
| Waxwork                                            | Waxwork                                            | Anthony Hickox                                      | 1988         | États-Unis                                        |
| Scooby-Doo et le Rallye des monstres               | Scooby-Doo and the Reluctant Werewolf              | Ray Patterson                                       | 1988         | États-Unis                                        |
| Hurlements 4                                       | Howling IV:The Original Nightmare                  | John Hough                                          | 1988         | Royaume-Uni                                       |
| Hurlements 5 : la re-naissance                     | Howling V: The Rebirth                             | Neal Sundstrom                                      | 1989         | Royaume-Uni                                       |
| Maman est un loup-garou                            | My Mom's a werewolf                                | Michael Fischa                                      | 1989         | États-Unis                                        |
| Hurlements 6 : les monstres                        | Howling VI: The Freaks                             | Hope Perello                                        | 1991         | Royaume-Uni                                       |
| Plenilunio                                         | Plenilunio                                         | Ricardo Islas                                       | 1993         | Uruguay                                           |
| Full Eclipse                                       | Full Eclipse                                       | Anthony Hickox                                      | 1993         | États-Unis                                        |
| Wolf                                               | Wolf                                               | Mike Nichols                                        | 1994         | États-Unis                                        |
| Hurlements 7 : Nuits de pleine lune                | Howling: New Moon Rising                           | Clive Turner                                        | 1995         | Royaume-Uni                                       |
| Metalbeast                                         | Project: Metalbeast                                | Alessandro De Gaetano                               | 1995         | États-Unis                                        |
| Pleine lune                                        | Bad Moon                                           | Eric Red                                            | 1996         | États-Unis                                        |
| Licántropo: el asesino de la luna llena (es)       | Licantropo: El asesino de la luna llena            | Francisco Rodriguez Gordillo                        | 1996         | Espagne                                           |
| Le Loup-garou                                      | Werewolf                                           | Tony Zarindast                                      | 1996         | États-Unis                                        |
| Le Loup-garou de Paris                             | An American Werewolf in Paris                      | Anthony Waller                                      | 1997         | États-Unis Royaume-Uni Luxembourg Pays-Bas France |
| Sieben Monde (de)                                  | Sieben Monde                                       | Peter Fretzscher                                    | 1998         | Allemagne                                         |
| The Werewolf Reborn!                               | The Werewolf Reborn!                               | Jeff Burr                                           | 1998         | États-Unis                                        |
| Eyes of the Werewolf                               | Eyes of the Werewolf                               | Jeff Leroy, Tim Sullivan                            | 1999         | États-Unis                                        |
| Ginger Snaps                                       | Ginger Snaps                                       | John Fawcett                                        | 2000         | Canada États-Unis                                 |
| Wolf Girl                                          | Wolf Girl                                          | Thom Fitzgerald                                     | 2001         | Canada                                            |
| Dog Soldiers                                       | Dog Soldiers                                       | Neil Marshall                                       | 2002         | Royaume-Uni Luxembourg États-Unis                 |
| Wolfhound                                          | Wolfhound                                          | Donovan Kelly                                       | 2002         | États-Unis                                        |
| Underworld                                         | Underworld                                         | Len Wiseman                                         | 2003         | États-Unis Allemagne Hongrie Royaume-Uni          |
| Big Fish                                           | Big Fish                                           | Tim Burton                                          | 2003         | États-Unis                                        |
| Dark Wolf                                          | Darkwolf                                           | Richard Friedman                                    | 2003         | États-Unis                                        |
| Ginger Snaps : Résurrection                        | Ginger Snaps: Unleashed                            | John Fawcett                                        | 2004         | Canada                                            |
| Tomb of the Werewolf                               | Tomb of the Werewolf                               | Fred Olen Ray                                       | 2004         | États-Unis                                        |
| Ginger Snaps - Aux origines du mal                 | Ginger Snaps Back: The Beginning                   | John Fawcett                                        | 2004         | Canada                                            |
| L'Enfer des loups                                  | Romasanta                                          | Paco Plaza                                          | 2004         | Espagne Royaume-Uni                               |
| Van Helsing                                        | Van Helsing                                        | Stephen Sommers                                     | 2004         | États-Unis République tchèque                     |
| Harry Potter et le Prisonnier d'Azkaban (film)     | Harry Potter and the Prisoner of Azkaban           | Alfonso Cuaron                                      | 2004         | Royaume-Uni États-Unis                            |
| Kibakichi : Le Chasseur de fantômes (en)           | Kibakichi: bakko-yokaiden                          | Tomo'o Haraguchi                                    | 2004         | Japon                                             |
| Cursed                                             | Cursed                                             | Wes Craven                                          | 2005         | États-Unis Allemagne                              |
| Last Stand                                         | Last Stand                                         | Lyle Holmes                                         | 2005         | États-Unis                                        |
| The Beast of Bray Road                             | The Beast of Bray Road                             | Leigh Scott                                         | 2005         | États-Unis                                        |
| Underworld 2 : Évolution                           | Underworld: Evolution                              | Len Wiseman                                         | 2006         | États-Unis                                        |
| The Feeding                                        | The Feeding                                        | Paul Moore                                          | 2006         | États-Unis                                        |
| Bloodz vs. Wolvez                                  | Bloodz vs. Wolvez                                  | Zachary Winston Snygg                               | 2006         | États-Unis                                        |
| Werewolf in a Women's Prison                       | Werewolf in a Women's Prison                       | Jeff Leroy                                          | 2006         | États-Unis                                        |
| Heisses Blut                                       | Heisses Blut                                       | Ingo Heise                                          | 2006         | Allemagne                                         |
| The Amazing Screw-On Head                          | The Amazing Screw-On Head                          | Chris Prynoski                                      | 2006         | États-Unis                                        |
| L'Ordre du Loup                                    | Big Bad Wolf                                       | Lance W. Dreesen                                    | 2006         | États-Unis                                        |
| An Erotic Werewolf in London                       | An erotic werewolf in London                       | William Hellfire                                    | 2006         | Royaume-Uni États-Unis                            |
| In the Red                                         | In the Red                                         | David Matheny                                       | 2006         | États-Unis                                        |
| Wolfika                                            | Wolfika                                            | Peter Keir                                          | 2006         | États-Unis                                        |
| Curse of the Wolf                                  | Curse of the Wolf                                  | Len Kabasinski                                      | 2006         | États-Unis                                        |
| Lycan Colony                                       | Lycan Colony                                       | Rob Roy                                             | 2006         | États-Unis                                        |
| Skinwalkers                                        | Skinwalkers                                        | James Isaac                                         | 2007         | Canada États-Unis Allemagne                       |
| Werewolf: the Devil's hound                        | Werewolf: the Devil's hound                        | Gregory C. Parker, Christian Pindar                 | 2007         | États-Unis                                        |
| Le Goût du sang                                    | Blood And Chocolate                                | Katja von Garnier                                   | 2007         | Royaume-Uni Allemagne Roumanie                    |
| The Lycanthrope                                    | The Lycanthrope                                    | Tony Quinn                                          | 2007         | États-Unis                                        |
| L'Homme aux yeux de loup                           | Hybrid                                             | Yelena Lanskaya                                     | 2007         | États-Unis                                        |
| Un amour de loup-garou                             | Nature of the Beast                                | Rodman Flender                                      | 2007         | États-Unis                                        |
| Never cry Werewolf                                 | Never cry Werewolf                                 | Brenton Spencer                                     | 2008         | Canada                                            |
| Animals                                            | Animals                                            | Douglas Aarniokoski                                 | 2008         | États-Unis                                        |
| War Wolves                                         | War Wolves                                         | Michael Worth                                       | 2009         | États-Unis                                        |
| Underworld 3 : Le Soulèvement des Lycans           | Underworld: Rise of the Lycans                     | Patrick Tatopoulos                                  | 2009         | États-Unis Nouvelle-Zélande                       |
| Les Immortels de la nuit                           | Wolvesbayne                                        | Griff Furst                                         | 2009         | États-Unis                                        |
| House of the Wolf Man                              | House of the Wolf Man                              | Eben McGarr                                         | 2009         | États-Unis                                        |
| Blood Moon rising                                  | Blood Moon rising                                  | Brian Skiba                                         | 2009         | États-Unis                                        |
| Living arrangements                                | Living arrangements                                | Sam Thompson                                        | 2009         | États-Unis                                        |
| Werewolves : the dark survivors                    | Werewolves : the dark survivors                    | Edward Bazalgette                                   | 2009         | Royaume-Uni                                       |
| L'Assistant du vampire                             | Cirque du Freak: the vampire's assistant           | Paul Weitz                                          | 2009         | États-Unis                                        |
| Werewolf Fever                                     | Werewolf fever                                     | Brian Singleton                                     | 2009         | Canada                                            |
| Wolfman                                            | The Wolfman                                        | Joe Johnston                                        | 2010         | États-Unis                                        |
| Neowolf                                            | Neowolf                                            | Yvan Gauthier                                       | 2010         | États-Unis                                        |
| Le Chaperon rouge                                  | Red riding hood                                    | Catherine Hardwicke                                 | 2011         | États-Unis Canada                                 |
| Les Contes de la nuit, segment Le Loup-garou       | Les Contes de la nuit                              | Michel Ocelot                                       | 2011         | France                                            |
| Lobos de Arga (es)                                 | Lobos de Arga                                      | Juan Martínez Moreno                                | 2011         | Espagne                                           |
| Alfie le petit loup-garou                          | Dolfje Weerwolfje                                  | Joram Lürsen                                        | 2011         | Pays-Bas                                          |
| Weedwolf                                           | Weedwolf                                           | Calvin Hall                                         | 2011         | États-Unis                                        |
| Gladiators vs Werewolves: Edge of Empire           | Gladiators vs Werewolves: Edge of Empire           | Rob Green                                           | prévu pour ? | Royaume-Uni                                       |
| Underworld : Nouvelle Ère                          | Underworld 4 : Awakening                           | Mans Marlind et Bjorn Stein                         | 2012         | États-Unis                                        |
| Werewolf : La Nuit du loup-garou                   | Werewolf : The Beast Among Us                      | Louis Morneau                                       | 2012         | États-Unis                                        |
| Night of the wolf                                  | Late Phases                                        | Adrian Garcia Bogliano                              | 2014         | États-Unis                                        |
| WolfCop                                            | WolfCop                                            | Lowell Dean                                         | 2014         | Canada                                            |
| Werewolfs of the Third Reich                       | Werewolfs of the Third Reich                       | Andrew Jones                                        | 2017         | Royaume-Uni                                       |
| Les Bonnes manières                                | As Boas Maneiras                                   | Juliana Rojas, Marco Dutra                          | 2018         | Brésil France                                     |
| Teddy                                              | Teddy                                              | Ludovic Boukherma, Zoran Boukherma                  | 2020         | France                                            |
| 100% Loup                                          | 100% Wolf                                          | Alexs Stadermann                                    | 2020         | Australie                                         |
| Le Peuple Loup                                     | WolfWalkers                                        | Tomm Moore, Ross Stewart                            | 2020         | Irlande France Luxembourg                         |
| Werewolf by Night (téléfilm)                       | Werewolf by Night                                  | Michael Giacchino                                   | 2022         | États-Unis                                        |
| Wolf Man                                           | Wolf Man                                           | Leigh Whannell                                      | 2024         | États-Unis                                        |

## Séries télévisées
| Titre VF                                | Titre VO                  | Réalisateur                 | Année     | Origine                |
| --------------------------------------- | ------------------------- | --------------------------- | --------- | ---------------------- |
| Les Monstres                            | The Munsters              | Joe Connelly, Bob Mosher    | 1964-1966 | États-Unis             |
| She-Wolf of London                      | She-Wolf of London        | Mick Garris, Tom McLoughlin | 1990-1991 | États-Unis Royaume-Uni |
| La Malédiction du loup-garou            | Werewolf                  | Frank Lupo                  | 1987–1988 | États-Unis             |
| Buffy contre les vampires               | Buffy the Vampire Slayer  | Joss Whedon                 | 1997-2003 | États-Unis             |
| Le Loup-garou du campus                 | Big Wolf on Campus        | Chris Briggs                | 1999-2002 | Canada                 |
| Wolf Lake                               | Wolf Lake                 | John Leekley                | 2001-2002 | États-Unis Canada      |
| Wolf's Rain                             | Urufuzu rein              | Tensai Okamura              | 2003      | Japon                  |
| Being Human : La Confrérie de l'étrange | Being Human               | Toby Whithouse              | 2008-2013 | Royaume-Uni            |
| True Blood                              | True Blood                | Alan Ball                   | 2008-2014 | États-Unis             |
| Vampire Diaries                         | The Vampire Diaries       | Julie Plec                  | 2009-2017 | États-Unis             |
| Dance in the Vampire Bund               | Dansu in za Vanpaia Bando | Akiyuki Shinbo              | 2010      | Japon                  |
| The Gates                               | The Gates                 | Grant Scharbo Richard Hatem | 2010      | États-Unis             |
| Being Human                             | Being Human               | Toby Whithouse              | 2011-2014 | États-Unis             |
| Teen Wolf                               | Teen Wolf                 | Jeff Davis                  | 2011-2017 | États-Unis             |
| Wolfblood                               | Wolfblood                 | Debbie Moon                 | 2012-2017 | Royaume-Uni            |
| The Originals                           | The Originals             | Julie Plec                  | 2013-2018 | États-Unis             |
| Hemlock Grove                           | Hemlock Grove             | Brian McGreevy              | 2013-2015 | États-Unis             |
| Bitten                                  | Bitten                    | Kelley Armstrong            | 2014-2016 | Canada                 |
| Penny Dreadful                          | Penny Dreadful            | John Logan                  | 2014-2016 | États-Unis Royaume-Uni |
| The order                               | The Order                 | Dennis Heaton               | 2019      | États-Unis             |